# Bednjica
Bednjica falu Horvátországban Varasd megyében. Közigazgatásilag Lepoglavához tartozik.

## Fekvése
Varasdtól 28 km-re nyugatra, községközpontjától 10 km-re északnyugatra a szlovén határ közelében fekszik. Határában a Ravna gora alatt ered a Bednja-folyó, hogy 133 km-es útján a megyét nyugat-keleti irányba átszelve a Drávába torkoljon.

## Története
A települést 1417-ben a trakostyáni uradalom részeként említik. 1598-ban 9 háztartással "Bednicza" néven szerepel az uradalom falvai között. 1456-ig a család kihalásáig, a Cilleiek birtoka. Ezután Vitovec János horvát báné, majd Corvin Jánosé lett, aki Gyulay Jánosnak adta. A Gyulayak három nemzedéken át birtokolták, de 1566-ban kihaltak és a birtok a császárra szállt. I. Miksa császár szolgálataiért Draskovich György horvát bánnak adta és a 20. századig család birtoka volt. 1857-ben 192, 1910-ben 282 lakosa volt. A trianoni békeszerződésig Varasd vármegye Ivaneci járáshoz tartozott. 2001-ben 58 háza és 220 lakosa volt.

## Külső hivatkozások
- Lepoglava város hivatalos oldala
- Lepoglava turisztikai egyesületének honlapja